# Brachycoryna notaticeps
Brachycoryna notaticeps es un coleóptero de la familia Chrysomelidae.
Fue descrita científicamente por primera vez en 1928 por Pic.